# Estadio General José Antonio Anzoátegui
Das Estadio General José Antonio Anzoátegui ist ein Fußballstadion in der venezolanischen Stadt Puerto La Cruz. Es ist das Heimatstadion des Vereins Deportivo Anzoátegui und einer von insgesamt neun Austragungsorten der Copa América 2007. Es wurde im Jahr 1965 unter dem Namen Estadio Luis Ramos errichtet und für die Copa América völlig renoviert. Die Kapazität des Stadions beträgt nun 38.000 Plätze.